# Stockholmsgade
Stockholmsgade (Nederlands: "Stockholmstraat") is een straat met voornamelijk woonhuizen in de binnenstad van Kopenhagen. De straat loopt langs de noordwestelijke kant van het park Østre Anlæg en verbindt Sølvtorvet in het zuidwesten met Oslo Plads bij station Østerport in het noordoosten. Aan de straat ligt de Hirschsprungske Samling, een museum voor beeldende kunst.

## Geschiedenis

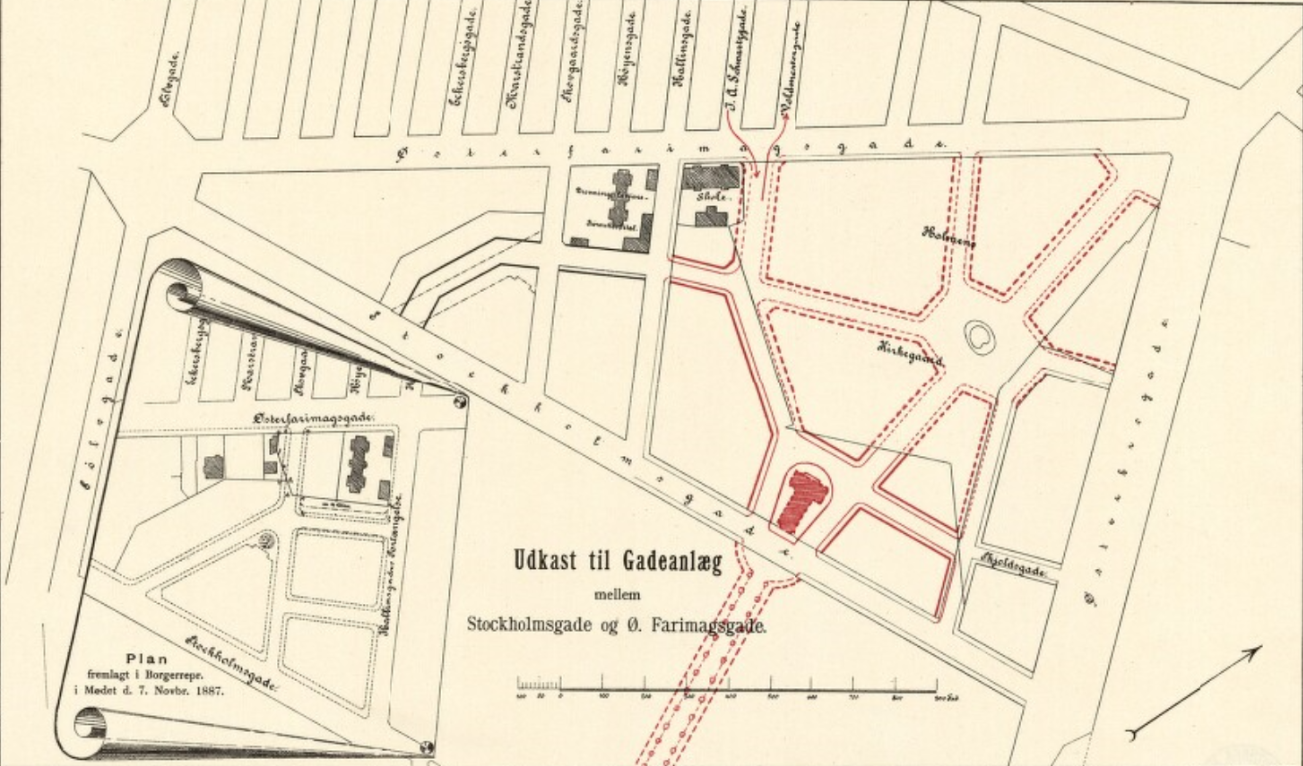
Blauwdruk uit 1889-90 voor de straataanleg in het gebied tussen Stockholmsgade en Øster Farimagsgade

De straat is aangelegd op de glacis die om de voormalige vestingwerken van de stad lag. Østre Anlæg ontstond toen de landschapsarchitect Ole Høeg Hansen in de jaren 1870 een deel van de voormalige oostelijke omwalling omvormde tot een landschapspark in Engelse stijl. Zijn oorspronkelijke plan dateerde van 1872, maar de uitvoering verliep traag en de noordwestelijke grens van het park werd niet nauwkeurig bepaald.
Uiteindelijk werd in 1889–90 een plan ontworpen voor de invulling van het gebied in de driehoek tussen het park, Øster Farimagsgade en Østerbrogade (de huidige Dag Hammarskjölds Allé). Tegelijkertijd werd een nieuw plein Sølvtorvet aan Sølvgade aangelegd. De meeste gebouwen waren bestemd voor dure appartementen voor de bourgeoisie. 
In 1901 bouwde Carl Albert Lørup er een manege, Lørups Ridehus. Dit complex bevatte stallen voor 80 paarden. Het gebouw werd tevens gebruikt voor politieke bijeenkomsten en groots opgezette bruiloften. Viggo Hørup hield veel toespraken in het Lørups Ridehus. In 1931 werd het gesloopt en verrees er een modern appartementencomplex.

## Opmerkelijke gebouwen
Krebs' Skole (huisnummers 5-9) werd opgericht als voorbereidende school voor de Metropolitanskolen op Frue Plads. Het gebouw dateert van 1878 en is ontworpen door Charles Abrahams. Onder de voormalige studenten zijn kroonprins Frederik en prins Joachim.
Het uit 1911 daterende gebouw van de Hirschsprungske Samling (huisnummer 20) is het enige dat aan de parkzijde is gelegen (even nummers). Het neoklassieke ontwerp is van architect Hermann Baagøe Storck en bestemd om de privé-kunstcollectie van Heinrich Hirschsprung te herbergen. Het museum heeft een uitgebreide collectie van 19e en begin 20e-eeuwse Deense kunst.
Huisnummer 27, ingericht als kantoorgebouw, werd in 1890-92 gebouwd naar het ontwerp van Andreas Clemmesen voor de net opgerichte Farmaceutiske Læreanstalt (sinds 2003 onderdeel van de Universiteit van Kopenhagen). In 1942 verhuisde het college van Stockholmsgade naar een nieuw gebouw in het Universitetsparken. 
Op huisnummer 57 was tientallen jaren, tot aan 2018, de Duitse ambassade gevestigd.
Het appartementengebouw op huisnummer 59, hoek Østerbrogade (nu: Dag Hammarskjölds Allé), huisvestte oorspronkelijk het Østre Borgerdyd Gymnasium en is gebouwd in 1884. Het ontwerp is van Frederik L. Levy en Henrik Hagemann.

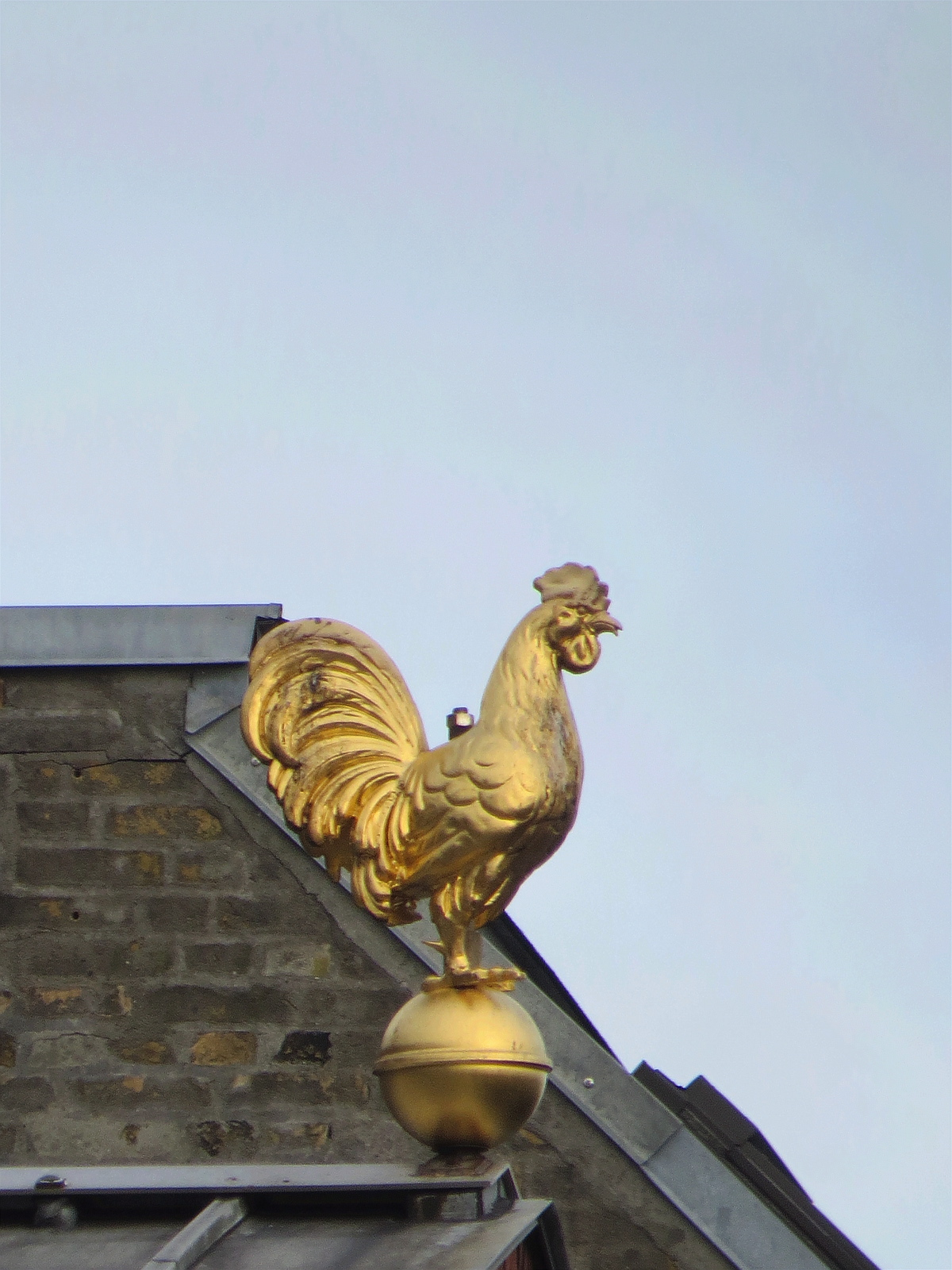
Vergulde haan op Krebs' Skole
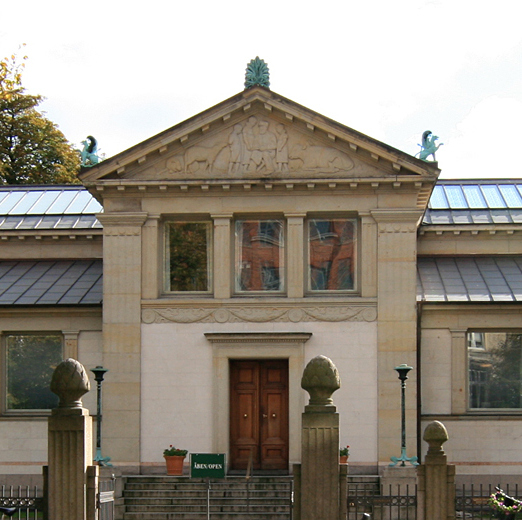
Ingang Hirschsprungske Samling, Stockholmsgade 20
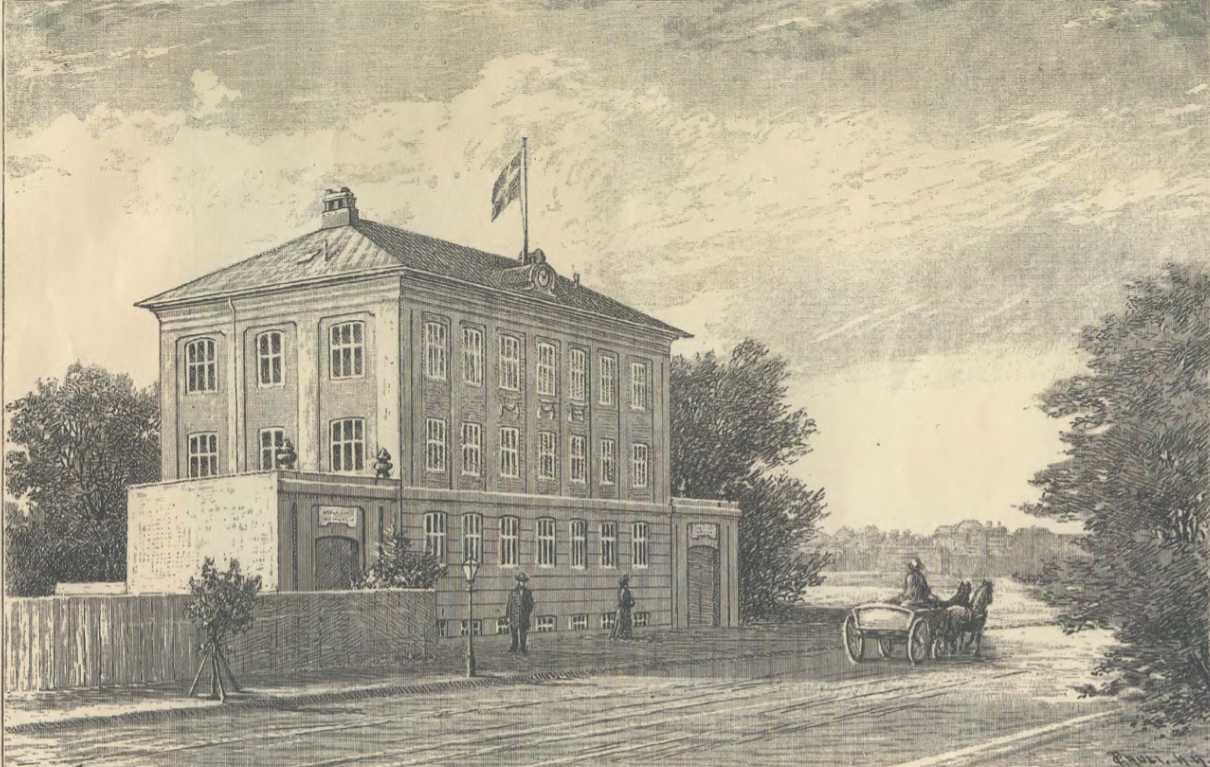
Het nog nieuwe Farmaceutisch College, Stockholmsgade 27
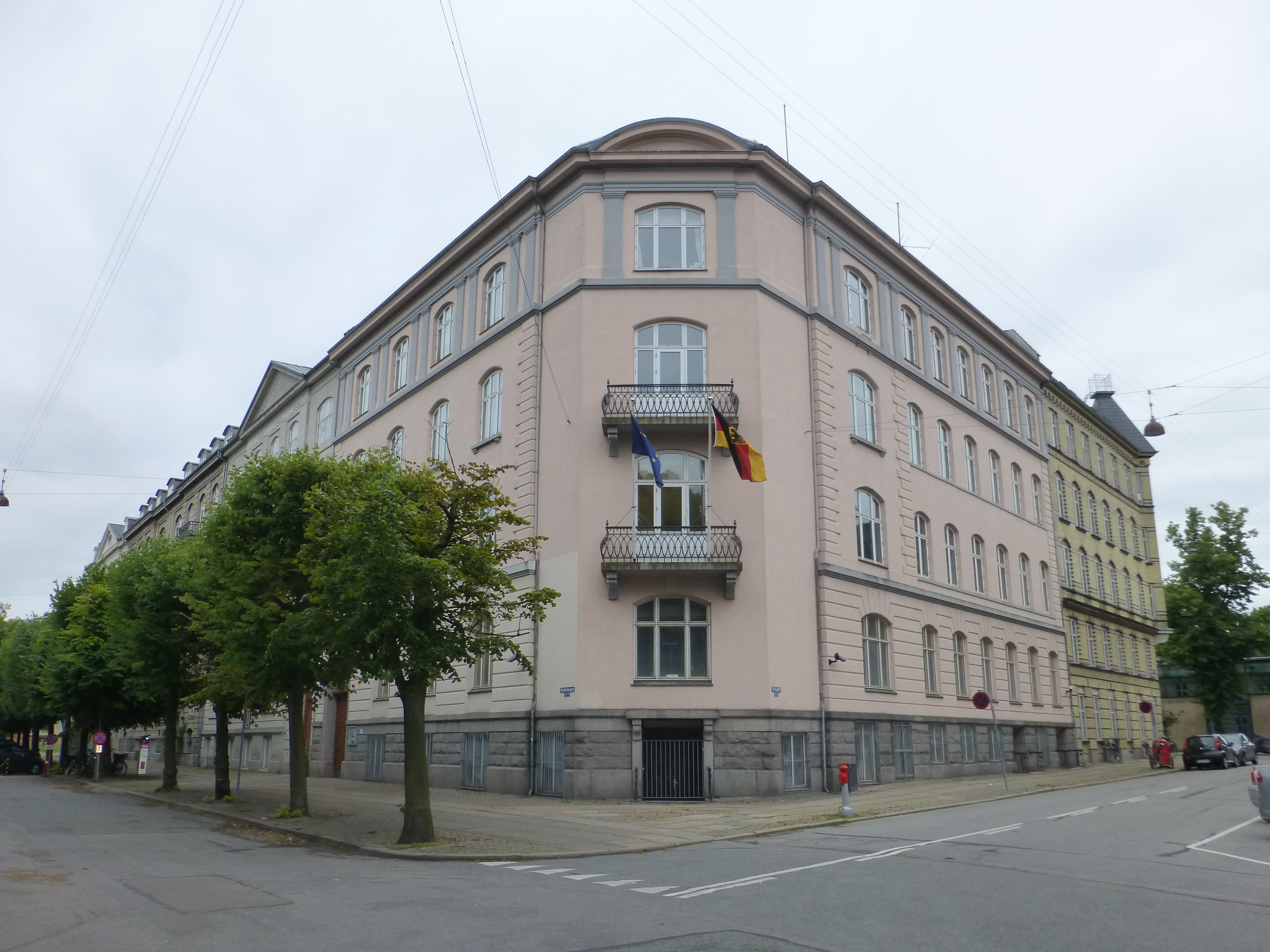
Voormalige ambassade van Duitsland, Stockholmsgade bij Visbygade
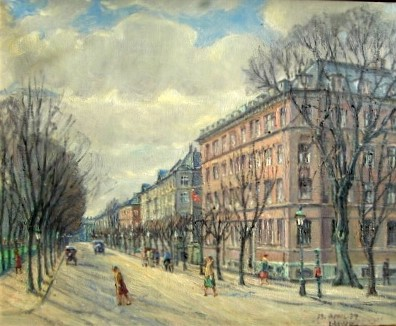
Schilderij van het Øster Borgerdyd Gymnasium (Lauritz Howe, 1934)